# Mutter und Kind (film 1934)
Mutter und Kind è un film del 1934 diretto da Hans Steinhoff.

## Produzione
Il film fu prodotto dalla Tofa-Film.

## Distribuzione
Ottenuto il visto di censura il 19 dicembre 1933, il film uscì nelle sale cinematografiche tedesche il 5 gennaio 1934. In Austria, venne distribuito dalla Kiba Kinobetriebsanstalt con il titolo Alles für mein Kind; la General Foreign Sales Corp. lo presentò negli USA il 29 novembre 1934 traducendo letteralmente il titolo in Mother and Child. In Spagna - come ¡Madre! fu presentato a Bilbao (29 luglio 1938) e Barcellona (10 dicembre 1940).